# Monti Severo-Mujskij
I Monti Severo-Mujskij (in russo Северо-Муйский хребет, Severo-Mujskij chrebet?) sono una catena montuosa della Siberia Orientale meridionale situata nel Mujskij rajon e nel Severo-Bajkal'skij rajon della Buriazia, in Russia.

## Geografia
La catena montuosa, che fa parte dell'Altopiano Stanovoj, separa i bacini della Verchnjaja Angara (Angara Superiore) e della Muja. Ha una lunghezza di 350 km, e un'altezza che raggiunge i 2 537 m (una vetta senza nome). Le montagne sono composte da graniti e scisti cristallini.
I pendii sono ricoperti da boschi di larice, sopra i 1300-1500 m c'è una cintura di boschi radi e boschetti di pino nano siberiano, più in alto: tundra di montagna.
I monti sono attraversati dalla Galleria ferroviaria di Severomujsk.